# NXT TakeOver: Brooklyn II
NXT TakeOver: Brooklyn II – gala wrestlingu, wyprodukowana przez brand NXT federacji WWE i transmitowana na żywo za pośrednictwem WWE Network. Odbyła się 20 sierpnia 2016 w Barclays Center w dzielnicy Brooklyn miasta Nowy Jork w stanie Nowy Jork. Była jedenastą galą z cyklu NXT TakeOver oraz jedenastą galą WWE Network w 2016 roku.
Na gali odbyło się osiem walk, z czego dwie były nagrywane do nadchodzących odcinków NXT. W walce wieczoru NXT TakeOver: Brooklyn II Samoa Joe utracił NXT Championship na rzecz Shinsuke Nakamury. Na gali zadebiutowali Bobby Roode i Ember Moon.
Larry Csonka, redaktor portalu internetowego o tematyce sportowej, 411mania.com, ocenił galę na 8,2 punktu w skali dziesięciopunktowej.

## Produkcja

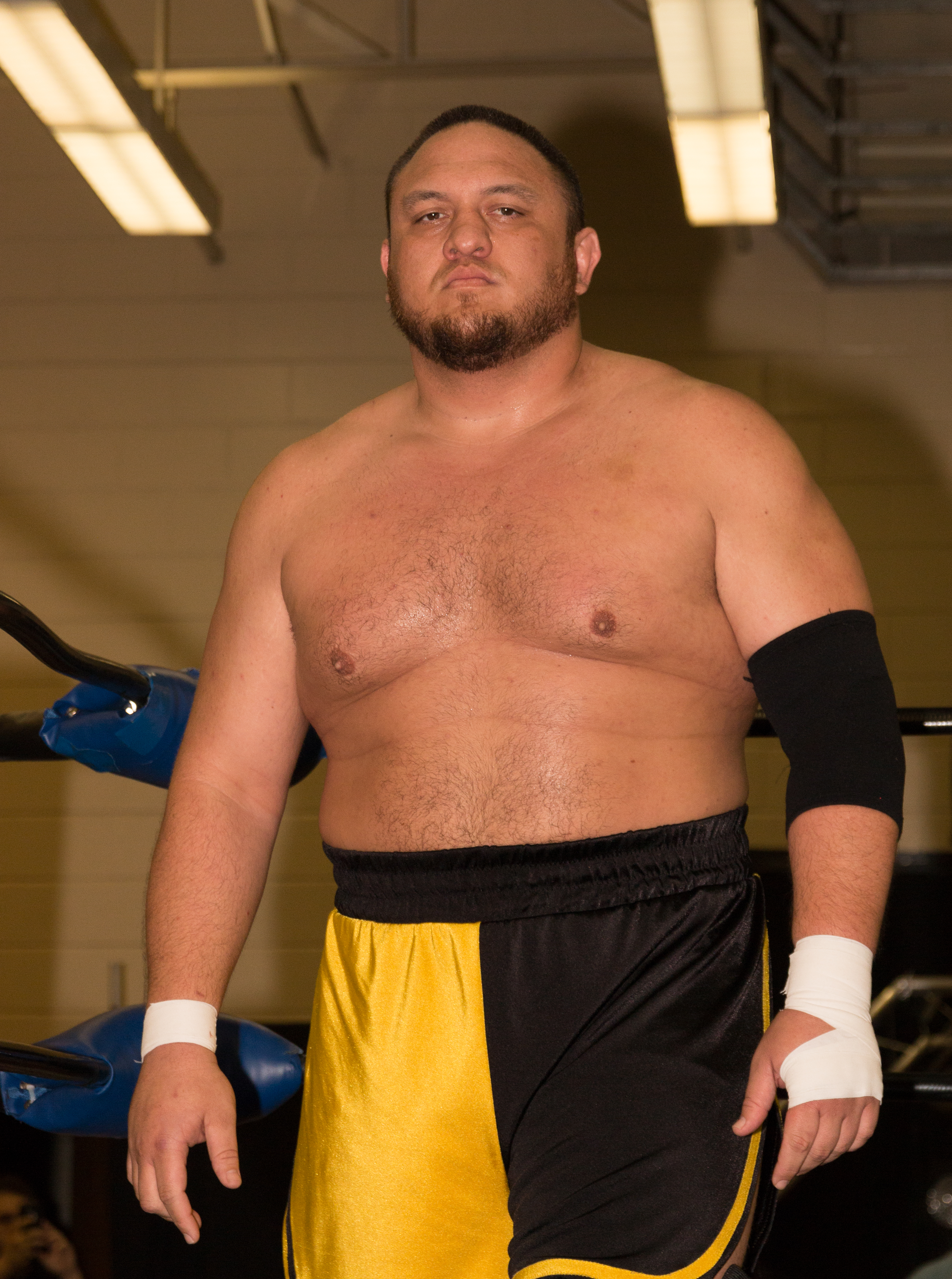
Samoa Joe – uczestnik walki wieczoru gali

### Przygotowania
Cykl gal NXT TakeOver rozpoczął się 29 maja 2014, kiedy to brand WWE NXT otrzymał swoją drugą ekskluzywną galę na WWE Network pod nazwą NXT TakeOver. W kolejnych miesiącach człon „TakeOver” stał się główną częścią nazwy kolejnych specjalnych gal NXT, które miały dodatkowe podtytuły, jak przykładowo NXT TakeOver: Fatal 4-Way, NXT TakeOver: R Evolution czy też NXT TakeOver: Rival. NXT TakeOver: Brooklyn II było jedenastą galą cyklu.
NXT TakeOver: Brooklyn II oferowało walki wrestlingu z udziałem różnych wrestlerów z istniejących oskryptowanych rywalizacji i storyline’ów, które były kreowane na tygodniówce NXT. Wrestlerzy zostali przedstawieni jako heele (negatywni, źli zawodnicy i najczęściej wrogowie publiki) i face’owie (pozytywni, dobrzy i najczęściej ulubieńcy publiki), którzy rywalizują pomiędzy sobą w seriach walk mających budować napięcie. Punktem kulminacyjnym rywalizacji są walki na galach PPV lub serie pojedynków.

### Rywalizacje

#### Samoa Joe vs. Shinsuke Nakamura
27 lipca Generalny Menedżer brandu NXT William Regal ustanowił walkę pomiędzy NXT Championem Samoa Joem a Shinsuke Nakamurą na gali NXT TakeOver: Brooklyn II. Początkowo, Joe nie godził się na walkę, lecz ustąpił pod groźbą odebrania mu tytułu mistrzowskiego.

#### Asuka vs. Bayley
Na NXT TakeOver: Dallas Asuka pokonała Bayley w walce o NXT Women’s Championship. Z powodu kontuzji, Bayley nie mogła stoczyć przysługującej jej walki rewanżowej o mistrzostwo; powróciła do NXT 22 czerwca. Narastające napięcie pomiędzy nią a Asuką doprowadziło do ogłoszenia walki zawodniczek na NXT TakeOver: Brooklyn II. 17 sierpnia rywalki podpisały kontrakt na walkę.

#### Ember Moon vs. Billie Kay
3 sierpnia WWE wyemitowało winietę promującą debiut Ember Moon w NXT. 17 sierpnia Billie Kay poprosiła Generalnego Menedżera NXT aby ten zgodził się na jej walkę z debiutantką. Regal spełnił jej prośbę.

#### Bobby Roode vs. Andrade Almas
3 sierpnia Bobby Roode zadebiutował w NXT. Tydzień później William Regal poinformował, że na NXT TakeOver: Brooklyn II debiutant zawalczy z Andrade Almasem.

## Gala

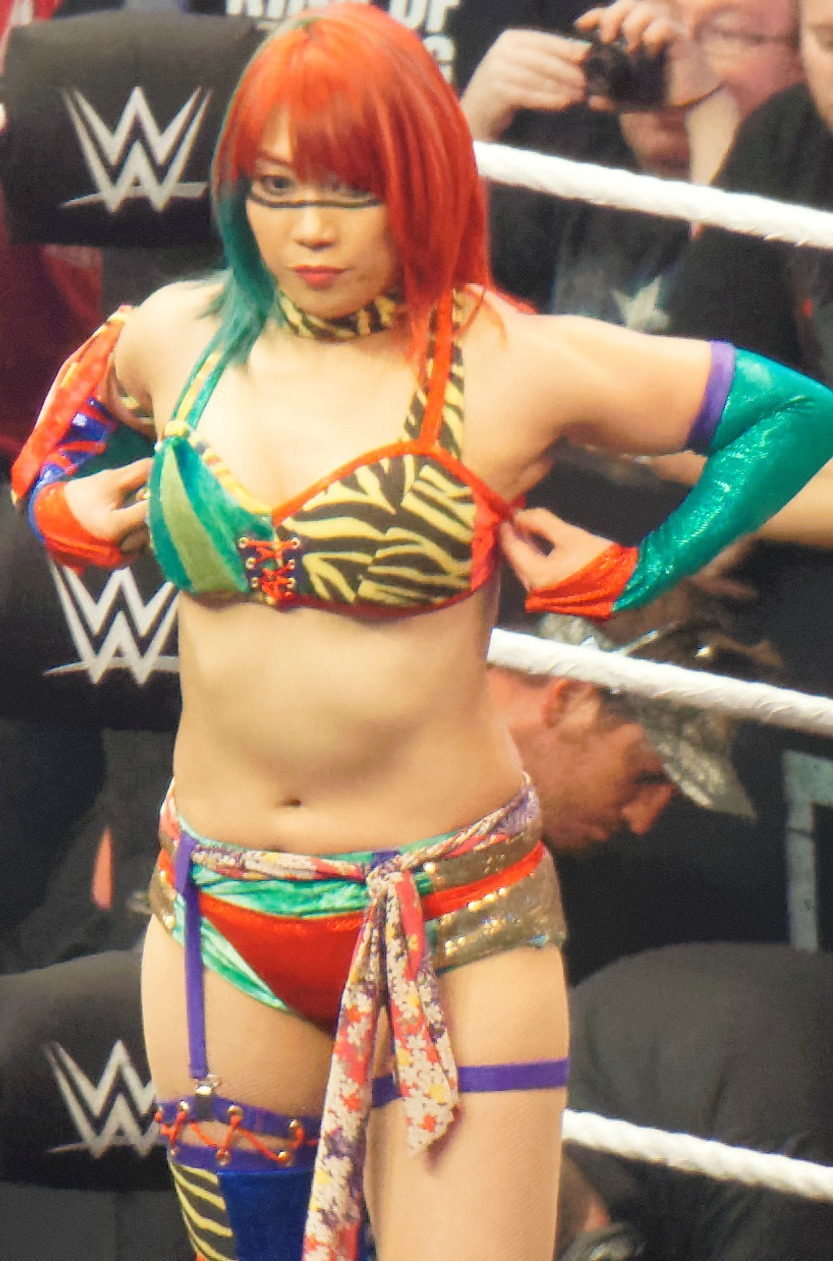
Asuka obroniła NXT Women’s Championship w walce z Bayley.

### Komentatorzy i osobistości telewizyjne
Komentatorami NXT TakeOver: Brooklyn II byli Tom Phillips i Corey Graves. W panelu pre-show zasiedli Mauro Ranallo, Lita oraz Renee Young, zaś konferansjerem gali był Greg Hamilton.
Na gali obecni byli m.in. Ric Flair, uczestnicy turnieju Cruiserweight Classic, przedstawiciele Orange County Choppers, Charlotte, Becky Lynch, Sasha Banks, Finn Bálor oraz Mick i Noelle Foley.

### Główne show
Galę otworzyło starcie pomiędzy No Way Jose a Austinem Ariesem. Po dziesięciu minutach walki Aries założył na przeciwniku dźwignię Last Chancery i zmusił go do poddania się. Po zakończeniu starcia Aries ponownie wykonał Last Chancery, lecz wkrótce został powstrzymany przez Hideo Itamiego. Itami zaatakował Ariesa, wykonał na nim Go To Sleep i wyszedł z ringu.
Billie Kay zmierzyła się z debiutującą Ember Moon. Ostatecznie Moon pokonała Kay po użyciu Diving Corkscrew Stunnera.
Następnie Bobby Roode wygrał pojedynek z Andrade Almasem po wykonaniu na nim Glorious Bombu.
Tuż po tym posiadacze NXT Tag Team Championship The Revival (Dash Wilder i Scott Dawson) bronili tytułów mistrzowskich w starciu drużynowym przeciwko Johnny'emu Gargano i Tommaso Ciampie. Ostatecznie Gargano poddał walkę po tym, jak Scott Dawson założył na nim Inverted Figure Four Leglock.
W piątej walce gali Bayley zmierzyła się z mistrzynią kobiet NXT Asuką. Podczas starcia Asuka założyła Asuka Hold na przeciwniczce, lecz ta zdołała uwolnić się i wykonać własne Bayley to Belly Suplex. Bayley nie zdołała jednak przypiąć mistrzyni. Niedługo później Asuka wykonała Spin Kick i przypięła pretendentkę do mistrzostwa wygrywając starcie. Po walce Bayley otrzymała owacje na stojąco od zgromadzonych na arenie fanów.

### Walka wieczoru
Walką wieczoru NXT TakeOver Brooklyn II był pojedynek o NXT Championship pomiędzy mistrzem Samoa Joe a pretendentem Shinsuke Nakamurą. Podczas walki Joe wykonał Muscle Buster, lecz próba przypięcia przeciwnika po nim zakończyła się near-fallem. Również Kinshasa Nakamury nie zapewniła pretendentowi wygranej. Po dwudziestu minutach akcji w ringu Nakamura wykonał drugie Kinshasa na mistrzu i przypiął go, kończąc jego panowanie. Podczas walki Joe doznał przemieszczenia żuchwy, prawdopodobnie w wyniku złego przyjęcia jednego z Kinshas Nakamury.

## Odbiór gali

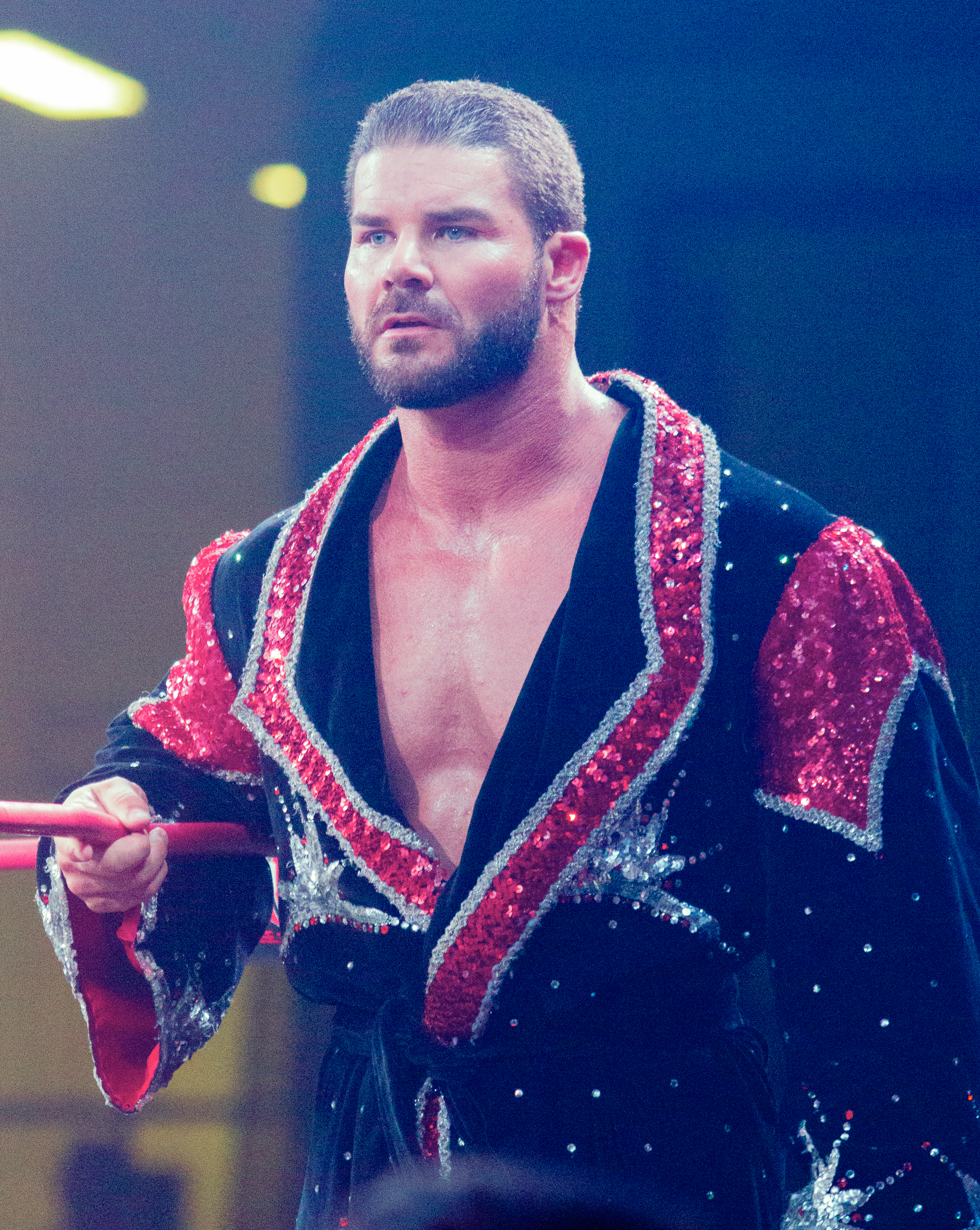
Debiutant w NXT – Bobby Roode.

### Widownia
NXT TakeOver: Brooklyn II zgromadziło w Barclays Center widownię liczącą 15 671 fanów wrestlingu.

### Noty krytyków
Alex Wendland z Voices of Wrestling najwyżej ocenił walkę tag-teamową (4½ gwiazdki na 5), zaś najniżej – debiut Ember Moon (2¼ gwiazdki). Dodał, że „NXT TakeOver: Brooklyn II zapowiadało się na jedną z najlepszych gal roku i pierwsza połowa eventu spełniła wszelkie oczekiwania, a jej najlepszą częścią było starcie o NXT Tag Team Championship. Druga połowa zawiodła i nie pomogło jej nawet wyłonienie nowego mistrza NXT”.
Larry Csonka z portalu 411MANIA ocenił galę na 8,2 punktu w skali dziesięciopunktowej. Szczególnie pochwalił walkę o NXT Tag Team Championship oraz starcie między Asuką i Bayley. Społeczność serwisu oceniła galę na 8,5 punktu.
James Caldwell z Pro Wrestling Torch najwyżej ocenił walkę wieczoru – ta otrzymała od niego 4 gwiazdki na 5 możliwych. Pochwalił też walkę drużynową i pojedynek o NXT Women’s Championship. Najniżej ocenionym przez niego momentem gali był debiut Ember Moon. Całość NXT TakeOver: Brooklyn II ocenił na 3 gwiazdki.
Wrestling Observer Dave’a Meltzera najlepiej oceniło starcie o NXT Tag Team Championship oraz walkę wieczoru, przyznając im kolejno 4½ i 4¼ gwiazdki na 5 możliwych. Wysoko uplasował się też pojedynek Asuki i Bayley, który otrzymał 4 gwiazdki. Najgorzej ocenioną walką gali było starcie Ember Moon z Billie Kay – przyznano jej 1½ gwiazdki.

## Wydarzenia po gali
Bayley odeszła z NXT i 22 sierpnia 2016 stała się członkinią brandu Raw.
Samoa Joe i nowy mistrz NXT Shinsuke Nakamura kontynuowali swoją rywalizację. Zmierzyli się ze sobą w walce rewanżowej na NXT TakeOver: Toronto.
Mistrzyni kobiet NXT Asuka obroniła tytuł w walkach z Danielle Kamelą, Liv Morgan i Theą Trinidad. Rozpoczęła też feud z powracającą do WWE Mickie James. Obroniła tytuł w walce przeciwko nowej rywalce na NXT TakeOver: Toronto.

## Wyniki walk
| Nr                                                                                    | Wyniki                                                                                             | Stypulacje                                 | Czas  |
| ------------------------------------------------------------------------------------- | -------------------------------------------------------------------------------------------------- | ------------------------------------------ | ----- |
| 1N                                                                                    | Tye Dillinger pokonał Wesleya Blake’a                                                              | Singles match                              | 9:12  |
| 2N                                                                                    | The Authors of Pain (Gzim Selmani i Sunny Dhinsa) pokonali TM61 (Nicka Millera i Shane’a Thorne’a) | Tag team match                             | 6:55  |
| 3                                                                                     | Austin Aries pokonał No Way Jose                                                                   | Singles match                              | 10:40 |
| 4                                                                                     | Ember Moon pokonała Billie Kay                                                                     | Singles match                              | 4:33  |
| 5                                                                                     | Bobby Roode pokonał Andrade Almasa                                                                 | Singles match                              | 10:23 |
| 6                                                                                     | The Revival (Scott Dawson i Dash Wilder) (c) pokonało Johnny’ego Gargano i Tommaso Ciampę          | Tag Team match o NXT Tag Team Championship | 19:10 |
| 7                                                                                     | Asuka (c) pokonała Bayley                                                                          | Singles match o NXT Women’s Championship   | 14:05 |
| 8                                                                                     | Shinsuke Nakamura pokonał Samoa Joego (c)                                                          | Singles match o NXT Championship           | 21:14 |
| (c) – mistrz/mistrzyni przed walkąN – walka była nagrywana do oddzielnego odcinka NXT | |                                            |       |